# Serhij Martyniuk

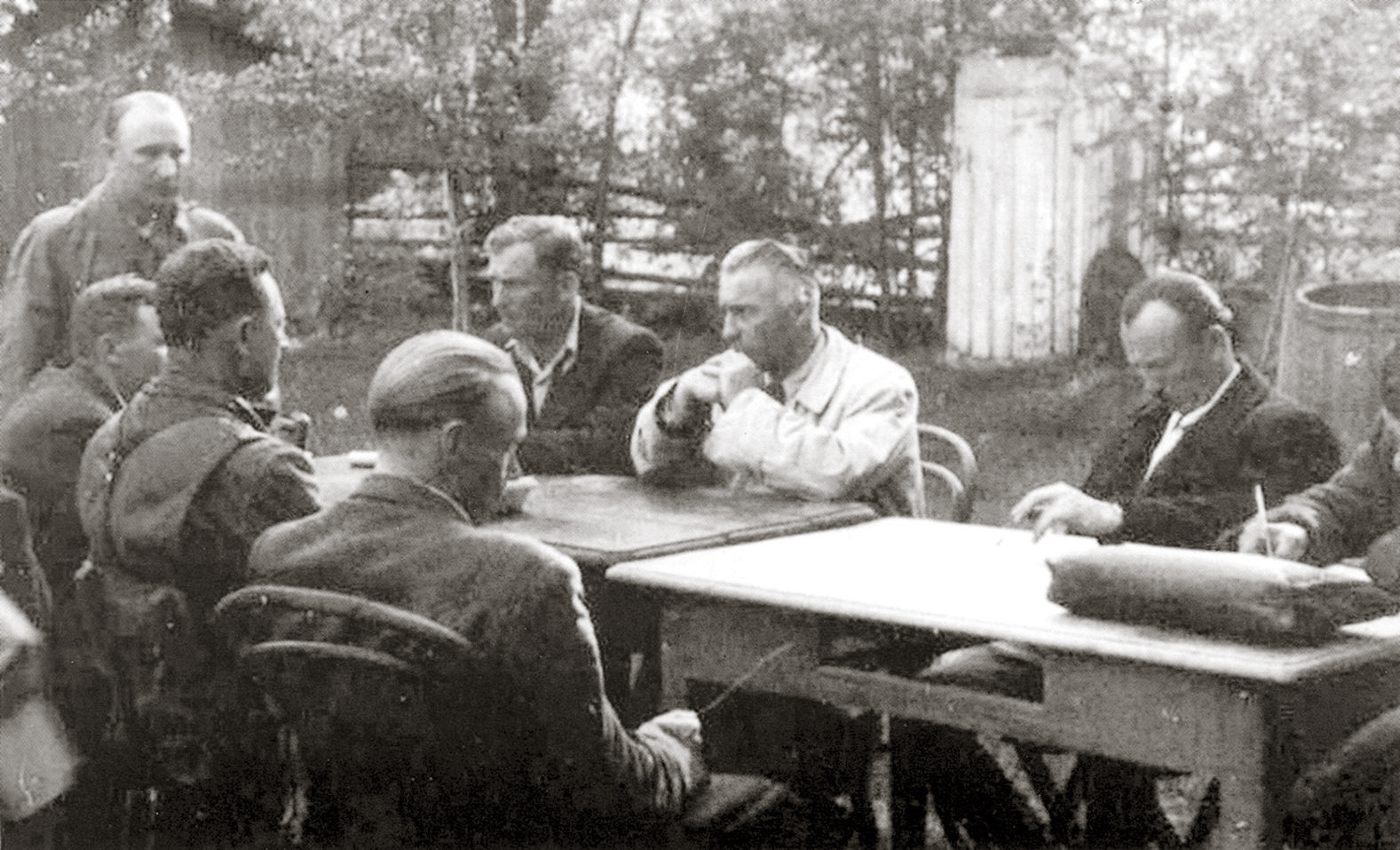
Spotkanie WiN i UHWR, OUN-B i UPA koło Rudy Różanieckiej 21 maja 1945. Od lewej stoi: kpr. Józef Borecki „Komar” – adiutant komendanta Obwodu AK–DSZ–WiN Tomaszów Lubelski, siedzą przodem od lewej: por. „Norbert”, kpt. Marian Gołębiewski „Irka” – inspektor Inspektoratu AK–DSZ–WiN Zamość, kpt. Stanisław Książek „Rota” oraz Mykoła Wynnyczuk „Kornijczuk”– prowidnyk II okręgu Organizacji Nacjonalistów Ukraińskich, od lewej siedzą tyłem: przedstawiciel Ukraińskiej Głównej Rady Wyzwoleńczej płk Jurij Łopatynski „Szejk”, Serhij Martyniuk „Hrab” oraz „Polakowski”

Serhij Martyniuk ps. Hrab, Kryha (ur. 23 grudnia 1921 w Oryszkowicach pow. czortkowski woj. Tarnopolskie, zm. 9 lipca 1994 w Warszawie) – oficer Ukraińskiej Powstańczej Armii, jeden z dowódców UPA na Lubelszczyźnie.
Uczeń Liceum Krzemienieckiego. W 1944–1946 był uczestnikiem rozmów polsko-ukraińskich i zwolennikiem porozumienia z polskim podziemiem. W 1947, posługując się fałszywymi dokumentami, zamieszkał w Dzierżoniowie, i rozpoczął studia na Politechnice Warszawskiej. Został aresztowany w 1951 wskutek prowokacji UB i wywieziony na Syberię. W 1956 został uwolniony i powrócił do Polski. Pracował jako inżynier w Warszawie.